# Antropologia biológica
A antropologia física, atualmente designada por antropologia biológica ou bioantropologia, estuda o comportamento e a biologia dos seres humanos, nossos parentes primatas não humanos e seus ancestrais hominídeos extintos dentro de uma perspectiva biológica evolutiva. Um tema comumente estudado é a origem humana e a sua trajetória evolutiva, desde os primeiros ancestrais humanos, suas formas de adaptação ao meio ambiente, até toda a diversidade populacional dos dias de hoje
Antropologia física era a forma antiga que era conhecida a disciplina no séc. XIX, antes mesmo da publicação da Origem das Espécies (1859), de Darwin. Essa disciplina é um ramo da Antropologia, que foi um termo criado por Franz Boas. A antropologia física estuda o aspecto físico do ser humano, suas medidas de ossos, proporção entre os membros do corpo, cor da pele, entre outras características visíveis.
A antropologia física, em seu começo, tinha um caráter descritivo, buscando explicar as variações físicas observadas em diferentes populações humanas nas formas de “raças”. Medidas do crânio, como o índice cefálico, prognatismo facial, entre outras, eram usadas para agrupar humanos no modelo de cinco raças.
Muitas dessas medidas cranianas foram usadas de forma distorcida por frenologistas a fim de classificar raças humanas em uma hierarquia, onde a raça branca seria considera a mais superior e a negra a mais inferior. As diferenças nas medidas cranianas das raças seriam traduzidas, para esse frenologistas, em diferentes capacidades de intelecto. Porém, muitos pesquisadores da época já apontavam para a falta de evidencias reais para esses tipos de generalizações, como Rivet, Boas, Montagu e Washburn. Até mesmo Blumenbach, considerado o criador da craniologia e da determinação racial baseado em medidas cranianas, admitia que o conceito classificação racial poderia ser arbitraria.
Comparando a utilização da antropometria da antiga e nova antropologia física Washburn, 1953 estima que na antiga utilizava-se 80 por cento de medições antropométricas auxiliada por comparações morfológicas e atualmente, talvez 20 por cento de mensurações suplementadas por ampla variedade de técnicas adaptadas à solução de problemas particulares. O objetivo dessa disciplina como um todo, segundo esse autor, permaneceu o mesmo através do tempo: ...a compreensão e interpretação da evolução humana... contudo resultado imediato de cada investigação será de limitado valor para o objetivo geral, circunscrito a problemas específicos (raça, constituição, homem fóssil, etc.) mais voltado para consolidação de hipóteses do que para novas especulações.
A partir da neurociência estudos da sociobiologia, da etologia, da primatologia e propriamente da antropologia evolucionista podemos descrever com mais precisão algumas características de nossa espécie e os problemas adaptativos enfrentados pelos nossos ancestrais.
Assim, com a incorporação da evolução biológica na antropologia física, temos a antropologia biológica, que entre seu leque de temas de estudo, expande para a evolução do ser humano, desde o seu surgimento no continente africano até seu povoamento do mundo inteiro. Características tipicamente humanas, que surgiram entre 6 e 2 milhões de anos atrás, como o bipedalismo, a fala e um cérebro maior nos deram vantagens para melhor sobreviver em um ambiente aberto como a savana africana. Atributos esses que nos permitiram lutar contra predadores, caçar de forma organizada e buscar recursos em distância maiores propiciaram também que conquistássemos outros ambientes fora da África.
Essas características humanas são herdáveis de forma genética, e por isso é inerente a toda espécie humana. Porém, temos outra importante característica humana, e que está dentro do escopo evolutivo, mas não é herdável de forma biológica, que é a cultura. A cultura aqui é entendida como um comportamento aprendido, compartilhado com outras pessoas, que pode ser usado para se adaptar às condições adversas do meio ambiente. Esse comportamento pode ser traduzido desde o uso de ferramentas de pedra, controle do fogo, roupas e utensílios diário, até a alta tecnologia de hoje em dia; mas também a linguagem, a música e as tradições sociais, que controlam o comportamento da sociedade desde tempos pré-históricos.
Todos esses aspectos culturais tiveram suma importância em nos ajudar a sobreviver no meio ambiente, que moldou nossa evolução no sentido de sermos seres culturais e sociais. Não nascemos sabendo a falar ou a tear uma roupa de lã para sobreviver ao inverno, mas o cérebro humano está adaptado para ter alguém para nos ensinar a falar e a termos, por exemplo, uma roupa quente para sobreviver ao ambiente frio. O ser humano evolutivamente está predisposto a cultura, de tal forma que a abordagem biocultural está intrinsecamente ligada à nossa evolução.

## Paleoantropólogos de renome
- Davidson Black (1884 - 1934)
- Robert Broom (1866 - 1951)
- Raymond Dart (1893 - 1988)
- Eugene Dubois (1858 - 1940)
- Donald C. Johanson (1943 - )
- Louis Leakey (1903 - 1972)
- Mary Leakey (1913 - 1996)
- Richard Leakey (1944 - )

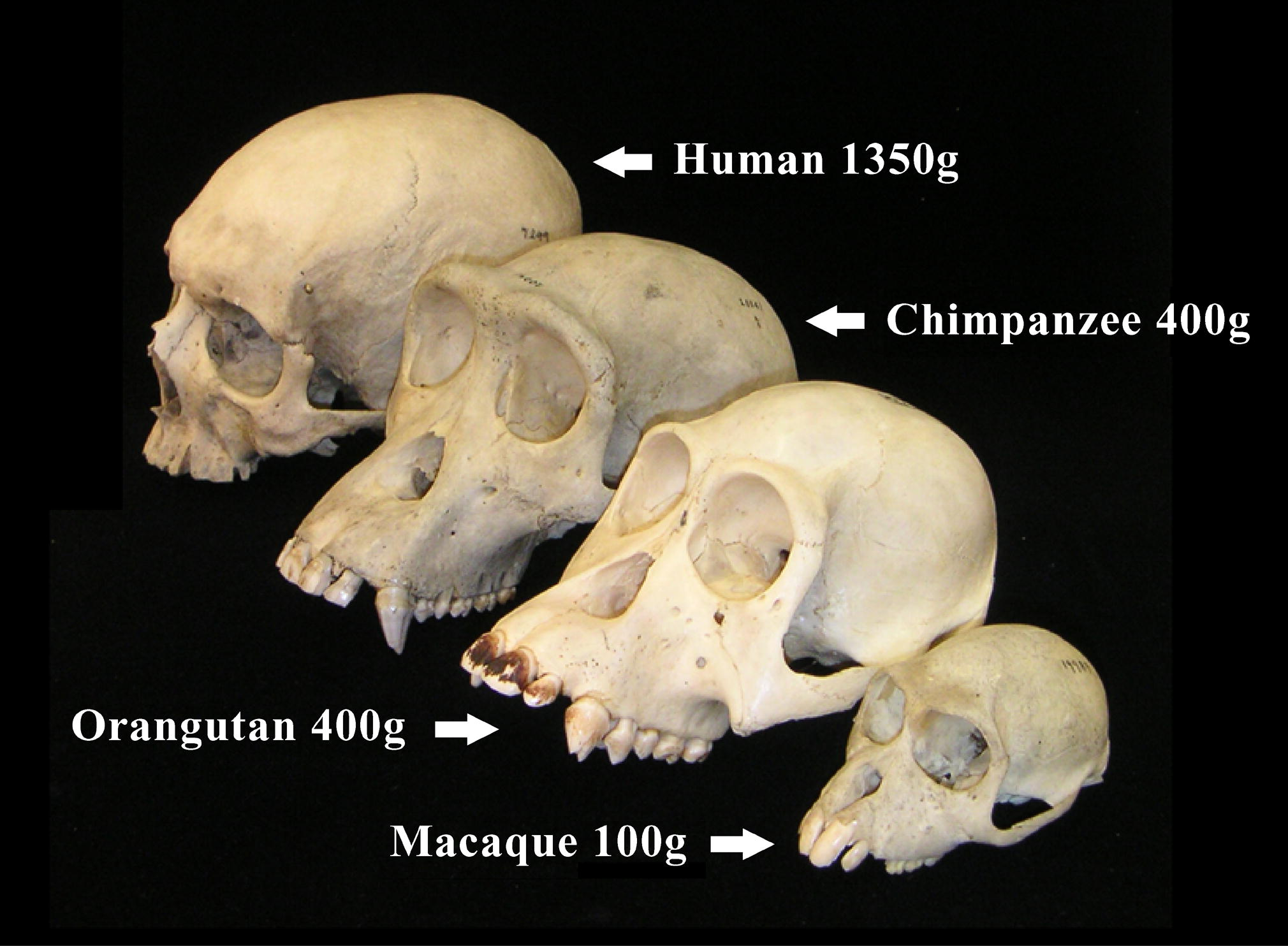
Seleção de crânios de Primatas.

- Pierre Teilhard de Chardin (1881 - 1955)
- Milford H. Wolpoff (1942 - )
- Carleton S. Coon (1904 - 1981)
- Franz Boas (1858) - (1942)

## Ver também

Síntese evolutiva moderna aplicada à evolução humana.